# La moustache
La moustache (El bigote) es una película francesa estrenada es 2005, dirigida por Emmanuel Carrère y protagonizada por Vincent Lindon, y adaptada de la novela epónima del director. La obra incluye el concierto para violín número uno de Philip Glass. La película fue premiada en el Festival de Cannes de 2005.

## Trama
La Moustache comienza con Marc Thiriez (Vincent Lindon), un parisino de mediana edad, tomando un baño y preguntándole a su esposa Agnès (Emmanuelle Devos) qué le parecería si se rasurara el bigote que ha lucido durante la mayor parte de su vida adulta. Aunque su esposa Agnès contesta con ironía que no lo reconocería, Marc se lo corta cuando ella abandona la sala de baño. Cuando regresa, ella le expresa su molestia de que no la haya dejado entrar. Marc contesta inventando que se le ha roto un cordón. En el coche Marc le pregunta si no nota nada nuevo. Ella no responde, esperando a saber si el cree que ella lleva un vestido demasiado atrevido para la fiesta. No da, sin embargo, ninguna señal respecto al cambio de apariencia de su marido. 

Esa tarde ambos visitan a sus amigos comunes Serge (Mathieu Amalric), exmarido de Agnès, y Nadia. El primero cuenta una divertida historia sobre la época en que estaba casado con Agnès, y recuerda que ella era algo taimada, lo cual ella niega incluso a la luz de evidencias inapelables. El caso es que Serge y Nadia tampoco dan señales de notar que Marc se ha cortado su muy característico bigote. De vuelta casa, Agnès y él tienen una pelea, lo mismo que cuando ya se disponen a dormir en la cama matrimonial. Ella  se muestra determinada ante la insistencia de Marc, que le plantea la cuestión del explícita mente, y le responde que él nunca ha tenido un bigote, expresando asimismo que teme por su salud mental. A continuación Agnès llama a Nadia y esta le contesta que Marc no ha tenido ningún bigote en los quince años que lo conoce. La escena termina cuando ella toma una pastilla para conciliar el sueño.
Marc encuentra un álbum fotográfico de sus vacaciones en Bali, en cuyas imágenes aparece con bigote. Cuando confronta a su esposa con esa prueba, ella cambia de tema mostrándose muy ofuscada, dejando a Marc incluso más confundido. De hecho, le sugiere que vaya a ver a un psiquiatra que su amigo François conoce. Marc trata de sacar el mejor provecho de la situación, pero resulta más confundido y paranoico cuando sus colegas en la oficina tampoco reconocen que él haya alguna vez tenido un bigote. Cuando Marc enciende un cigarrillo, uno de sus compañeros de trabajo le dice que está loco por retomar el vicio.
Su esposa está viendo un partido de fútbol en la televisión, y grita molesta  a la pantalla. Se muestra asimismo molesta cuando descubre que su marido ha vuelto a fumar. En la calle, ella insiste en que Marc compre una chaqueta brillante y con motivos, que él describe "como de payaso". Agnès pide un cigarrillo durante la cena, comentando que luego volverán a dejarlo juntos, pero llora al tiempo que fuma y bebe.
Cuando Marc se toma la fotografía para su tarjeta de identificación laboral, le pregunta a una mujer que está realizando el mismo trámite si advierte alguna diferencia entre la imagen que acaba de tomar y la que aparece en su documento de identidad. Ella comenta que el bigote constituye una diferencia, y él le pide en varias ocasiones que confirme su observación. La situación lo deja aún más confundido, y a continuación regresa a su casa.
Marc revisa su contestador automático y encuentra un mensaje de su padre. Bruno, un amigo de Agnès, llama y dice a Marc que deje de bromear, pero este cuelga el teléfono. En la cocina, llama a su esposa y le pide que llame a sus padres para decirles que no podrá cenar con ellos el día siguiente. Agnès llama a la madre de Marc, pero amablemente le recuerda que su padre lleva más de un año muerto. Confundido, Marc evoca a sus amigos Serge y Nadia, a lo cual Agnès responde que no sabe de quiénes habla, señalando que él debe de estar delirando. Muy molesto y sintiendo que pierde su salud mental, Marc se va a dormir tras recibir de su esposa una pastilla para dormir.
Marc se despierta y escucha a su esposa y a Bruno planeando llevarlo a un hospital psiquiátrico, por lo que se viste rápidamente y sale de la casa. Luego toma un taxi y trata de llegar a la casa de su madre, donde ha crecido, lo cual le resulta imposible tal vez debido a los somníferos y al fuerte aguacero que está cayendo. Perdido, regresa a su edificio, pero en vez de entrar llama a su esposa para que lo recoja en casa de su madre. Cuando la ve salir junto a Bruno, se apresura a entrar al departamento, toma su pasaporte, se pone sus zapatos, rompe un cordón, y abandona el lugar. Se dirige luego al aeropuerto, donde toma un vuelo a Hong Kong, que es el primer destino disponible desde París. En la foto de su pasaporte aparece con bigote.
En Hong Kong Marc pasa todo el día en un ferry que realiza idas y venidas. Por la noche, cuando este termina su servicio, le paga a unos pescadores locales para que lo lleven en su bote, por lo que termina llegando a un poblado en China, cuyo nombre no se especifica. Allí pasa una temporada en un hotel, donde se deja volver a crecer el bigote.
Un día, al regresar al hotel ve a Agnès esperándolo, con una actitud que da a entender que lo ha acompañado en todo su desplazamiento por Asia. Ella bromea sobre la chaqueta brillante con motivos que lleva puesta, agregando que no le gustaría que la luciera en París. Luego van a un casino donde encuentran unos nuevos amigos que ella conoce pero él no. El hombre de la pareja conocida les muestra fotografías donde Marc tiene bigote, pero él no recuerda la situación en la que éstas fueron tomadas. Antes de que pueda revisarlas con detenimiento las imágenes son retiradas rápidamente. Agnès nota su irritación, y le dice que si no se siente a gusto con sus nuevos amigos, nada los obliga frecuentarlos en París. 
En un final cargado de ambigüedad, Agnès le sugiere que se afeite el bigote para verlo sin este por lo menos una vez. Él accede y ella comenta lo bien que se ve sin este.

## Reparto
- Vincent Lindon como Marc Thiriez.
- Emmanuelle Devos como Agnès Thiriez.
- Mathieu Amalric como Serge Schaeffer.
- Hippolyte Girardot como Bruno.
- Cylia Malki como Samira.
- Macha Polikarpova como Nadia Schaeffer.
- Fantine Camus como Lara Schaeffer.
- Frédéric Imberty como propietario del café.
- Brigitte Bémol como la agente de policía.